# Ettore Geri
Ettore Geri (* 15. März 1914 in Triest; †  19. Februar 2003 in Rom) war ein italienischer Schauspieler.

## Leben
Geri begann erst Anfang der 1960er Jahre für den Film zu arbeiten. Sein erster Film war  Il boom von Vittorio De Sica. Ab 1969 begann seine Zusammenarbeit mit dem Regisseur Fernando Di Leo, was dazu führte, dass er in einigen seiner Filme mitwirkte, wenn auch nur Nebenrollen.
Sein letzter Auftritt war 2000 in einer Episode von Distretto di polizia.

## Filmographie (Auswahl)
- 1963: Il boom
- 1965: Genosse Don Camillo (Il compagno don Camillo)
- 1966: Io, io, io… e gli altri
- 1968: Il profeta
- 1968: La ragazza del bersagliere
- 1968: Rose rosse per il führer
- 1968: Donne… botte e bersaglieri
- 1968: Straziami ma di baci saziami
- 1968: La pecora nera
- 1969: Die Unbefriedigte (Brucia ragazzo, brucia)
- 1969: Amarsi male
- 1969: Ohne viel von ihr zu wissen (Senza sapere niente di lei)
- 1969: Note 7 – Die Jungen der Gewalt (I ragazzi del massacro)
- 1970: Ermittlungen gegen einen über jeden Verdacht erhabenen Bürger (Indagine su un cittadino al di sopra di ogni sospetto)
- 1970: Der Garten der Finzi Contini (Il giardino dei Finzi Contini)
- 1971: Das Schloß der blauen Vögel (La bestia uccide a sangue freddo)
- 1971: Vier Fäuste für ein Halleluja (…continuavano a chiamarlo Trinità)
- 1971: Noi donne siamo fatte così
- 1972: Milano Kaliber 9 (Milano calibro 9)
- 1972: Allein gegen das Gesetz (Il vero e il falso)
- 1972: Alfredo Alfredo
- 1972: Cer Mafia-Boß – Sie töten wie Schakale (La mala ordina)
- 1972: La colonna infame
- 1973: Ci risiamo, vero Provvidenza?
- 1974: Die Reise nach Palermo (Il viaggio)
- 1975: Ich polier' dir deine Glatze (Colpo in canna)
- 1975: Das größte Rindvieh weit und breit (Fantozzi)
- 1976: L'albero dalle foglie rosa
- 1977: Stringimi forte papà
- 1978: Oben ohne, unten Jeans (Avere vent'anni)
- 1981: Die tolldreisten Streiche des Marchese del Grillo (Il marchese del Grillo)
- 1982: Malamore
- 1982: Ricchi, ricchissimi… praticamente in mutande
- 1984: Söldner Attack (Razza violenta)
- 1987: Fellinis Intervista (Intervista)
- 1990: Die Stimme des Mondes (La voce della luna)
- 1990: In viaggio con Alberto (Alberto Express)
- 1999: Titus